# Desafio de Rugby das Américas de 2018
O Desafio de Rugby das Américas de 2018 (em inglês: 2018 Americas Rugby Challenge - ARCH), inicialmente nomeado como Campeonato de Rugby das Américas de 2018 - Divisão B (em inglês: 2018 Americas Rugby Championship Division B), foi a primeira edição deste torneio, cuja realização esteve a cargo da World Rugby.
Esta competição é definida como sendo o segundo escalão de sua contraparte principal deste esporte, para o continente americano.
Sua realização se deu entre os dias 26 de agosto e 1 de setembro de 2018, na cidade colombiana de Medellín, cujo local das partidas foi o Estádio Cincuentenário.
A Colômbia acabou sagrando-se campeã desta competição, título este conquistado com uma campanha perfeita, além da primeira vitória ante o Paraguai em sua história.

## História
O sucesso do Americas Rugby Championship em seu novo modal de disputa, especialmente com relação a alguns desempenhos em especial, incentivou a World Rugby na criação de uma divisão abaixo para este torneio, no qual participam as seis principais de rugby das Américas. A ideia estava em inserir outras quatro equipes na nova competição, inicialmente conhecida como Americas Rugby Championship B. Agora, o torneio foi renomeado oficialmente como Americas Rugby Challenge.
Agustin Pichot, vice-presidente da World Rugby e mandatário do Americas Rugby, confirmou a criação da Divisão B para este torneio continental, em dezembro de 2017. A maneira na qual países como Brasil, Uruguai e Chile tem recebido o evento principal, além dos mais recentes resultados obtidos nos âmbitos sul-americano e na América do Norte, acabaram fazendo com que Pichot levasse o ideal desta nova competição adiante.

## Regulamento e participantes
A primeira edição do Americas Rugby Challenge foi disputada entre quatro nações, no formato de round robin, sendo este o clássico "todos contra todos".
Colômbia, Paraguai e México já eram oficialmente participantes deste evento, no qual Trinidad & Tobago poderia ser nele inserido. Entretanto, os resultados provenientes do Rugby Americas North (RAN), em sua edição de 2017, colocaram a Guiana como sendo a quarta integrante deste campeonato.
Contudo, os resultados obtidos pelos selecionados de Venezuela e Peru (integrantes da Divisão B sul-americana), além das Ilhas Cayman (na Rugby Americas North), poderão fazer com que novos planos sejam estudados para as futuras edições do Desafio de Rugby das Américas, incluindo a possibilidade de ascenso e descenso entre esta e a categoria maior desta competição, sendo ela o Campeonato de Rugby das Américas.
Já é sabido que, a partir de 2019, se farão presentes nesta competição dois representantes da América do Sul e dois selecionados provenientes da América do Norte, cuja qualificatória será o Rugby Americas North.

## Jogos do Desafio de Rugby das Américas de 2018
As partidas deste campeonato receberam transmissão por streaming tanto pelo canal WinSports Online, como também pelas páginas da Federação Colombiana de Rugby no YouTube e Facebook.
Segue-se, abaixo, os confrontos deste campeonato.

### 1ª rodada
| 26 de agosto de 2018 |         |        |                                  |
| Paraguai             | 45-36   | México | Estádio Cincuentenário, Medellín |
|                      | Reporte |        | Estádio Cincuentenário, Medellín |

| 26 de agosto de 2018 |         |        |                                  |
| Colômbia             | 71-7    | Guiana | Estádio Cincuentenário, Medellín |
|                      | Reporte |        | Estádio Cincuentenário, Medellín |

### 2ª rodada
| 29 de agosto de 2018 |         |          |                                  |
| Guiana               | 7-86    | Paraguai | Estádio Cincuentenário, Medellín |
|                      | Reporte |          | Estádio Cincuentenário, Medellín |

| 29 de agosto de 2018 |         |        |                                  |
| Colômbia             | 45-0    | México | Estádio Cincuentenário, Medellín |
|                      | Reporte |        | Estádio Cincuentenário, Medellín |

### 3ª rodada
| 1 de setembro de 2018 |         |        |                                  |
| México                | 48-36   | Guiana | Estádio Cincuentenário, Medellín |
|                       | Reporte |        | Estádio Cincuentenário, Medellín |

| 1 de setembro de 2018 |         |          |                                  |
| Colômbia              | 44-29   | Paraguai | Estádio Cincuentenário, Medellín |
|                       | Reporte |          | Estádio Cincuentenário, Medellín |

### Classificação geral
Segue-se, abaixo, a classificação desta competição.
| Col. | País     | Partidas | Partidas | Partidas | Partidas | Pontos  | Pontos | Pontos | Tries | Pontos bônus | Pontos bônus | Pontos Totais |
| Col. | País     | Jogos    | Vit.     | Emp.     | Der.     | A favor | Contra | Diff   | Tries | 4 tries      | D7           | Pontos Totais |
| ---- | -------- | -------- | -------- | -------- | -------- | ------- | ------ | ------ | ----- | ------------ | ------------ | ------------- |
| 1    | Colômbia | 3        | 3        | 0        | 0        | 160     | 36     | +124   | 24    | 3            | 0            | 15            |
| 2    | Paraguai | 3        | 2        | 0        | 1        | 160     | 87     | +73    | 22    | 3            | 0            | 11            |
| 3    | México   | 3        | 1        | 0        | 2        | 84      | 126    | -42    | 13    | 2            | 0            | 6             |
| 4    | Guiana   | 3        | 0        | 0        | 3        | 50      | 205    | -155   | 8     | 1            | 0            | 1             |

- Critérios de pontuação: vitória = 4, empate = 2, quatro ou mais tries na mesma partida (bonificação) = 1, derrota por menos de sete pontos (bonificação) = 1.